# Sandy Run
Sandy Run es un área no incorporada ubicada del condado de Calhoun en el estado estadounidense de Carolina del Sur.